# Orotukan
Orotukan (ryska Оротукан) är en ort i Magadan oblast i Ryssland. Orten ligger vid floden Orotukan, en biflod till Kolymafloden, 300 kilometer norr om Magadan. Folkmängden är strax över 1 000 invånare.

## Historia
Orotukan började som ett guldgrävarläger, när guldfyndigheter hittades i Kolymadalen 1931. I mitten av 1930-talet grundades orten på sin nuvarande plats. Namnet kommer från floden, vars namn är från det jakutiska ordet Ortokon som betyder liten bränd äng, litet bränt skogsparti.

## Övrigt
Den ukrainska sångerskan Tina Karol är född i Orotukan.